# Marathon van Ottawa

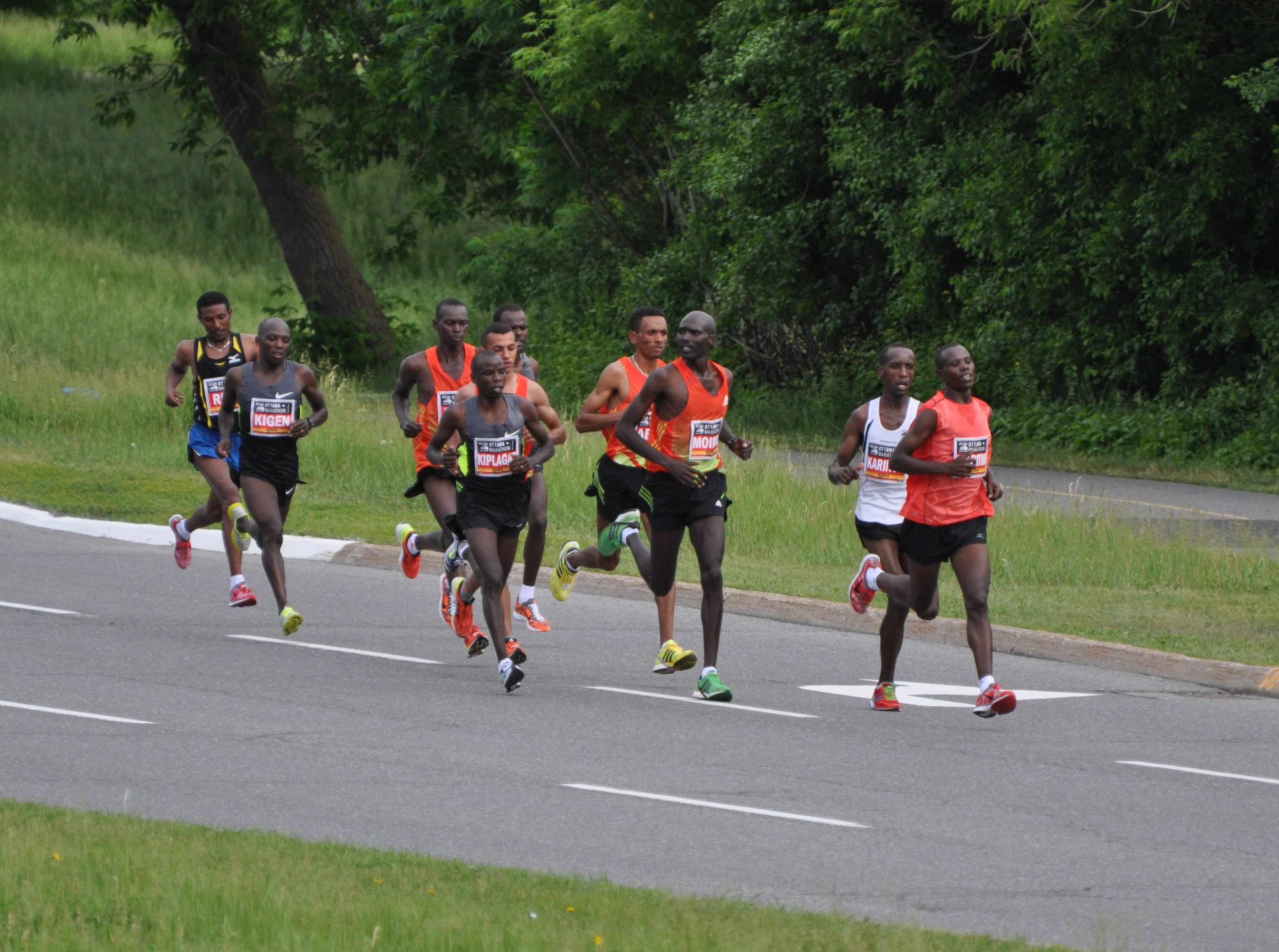
Wedstrijd in 2012 bij 18 kilometerpunt

De Marathon van Ottawa is een hardloopevenement dat jaarlijks wordt gehouden in in de Canadese stad Ottawa. De hoofdafstand is de marathon (42,195 km). Via deze marathon kunnen mensen zich kwalificeren voor de Boston Marathon. Ook wordt op deze wedstrijd het Canadese kampioenschap gelopen.
Naast de marathon kent het evenement wedstrijden over 10 km, halve marathon en 30 km. Ook kent het evenement een inline skate wedstrijd (21,1 km) en een wandeling over 2 km. Het evenement groeit sinds 1975 elk jaar. In 2007 deden er aan de wedstrijd zo'n 28.000 mensen mee.
In 2006 raakten de marathonlopers de weg kwijt, omdat een vrijwilliger van zijn post verdwenen was. Hierdoor liepen de koplopers 400 meter te kort. De eerste finisher Amos Tirop Matui uit Kenia werd gediskwalificeerd, inclusief dertien andere lopers. Uiteindelijk kreeg een aantal lopers een schadevergoeding.

## Parcoursrecords
- Mannen: 2:06.54 - Yemane Tsegay  Ethiopië (2014)
- Vrouwen: 2:22.17 - Gelete Burka  Ethiopië (2018)

## Uitslagen
| Jaar        | Snelste man            | Land                | Tijd      | Snelste vrouw             | Land             | Tijd      |
| ----------- | ---------------------- | ------------------- | --------- | ------------------------- | ---------------- | --------- |
| 26 mei 2019 | Albert Korir           | Kenia               | 2:08.02,7 | Tigist Girma              | Ethiopië         | 2:26.33,8 |
| 27 mei 2018 | Yemane Tsegay          | Ethiopië            | 2:08.52   | Gelete Burka              | Ethiopië         | 2:22.17   |
| 28 mei 2017 | Eliud Kiptanui         | Kenia               | 2:10.13   | Guteni Shone Imana        | Ethiopië         | 2:30.17   |
| 29 mei 2016 | Dino Sefir             | Ethiopië            | 2:08.14   | Koren Jelela              | Ethiopië         | 2:27.06   |
| 24 mei 2015 | Birhanu Girma          | Ethiopië            | 2:08.14   | Aberu Mekuria             | Ethiopië         | 2:25.30   |
| 25 mei 2014 | Yemane Tsegay          | Ethiopië            | 2:06.54   | Tigist Tufa               | Ethiopië         | 2:24.31   |
| 26 mei 2013 | Tariku Jufar           | Ethiopië            | 2:08.05   | Yeshi Esayias Tesemma     | Ethiopië         | 2:25.31   |
| 27 mei 2012 | Laban Moiben           | Kenia               | 2:09.13   | Yeshi Esayias Tesemma     | Ethiopië         | 2:28.46   |
| 29 mei 2011 | Laban Moiben           | Kenia               | 2:10.18   | Haile Kebelush Lema       | Ethiopië         | 2:32.14   |
| 30 mei 2010 | Arata Fujiwara         | Japan               | 2:09.34   | Merima Mohammed           | Ethiopië         | 2:28.19   |
| 24 mei 2009 | David Cheruiyot        | Kenia               | 2:13.22,6 | Asmae Leghzaoui           | Marokko          | 2:27.40,9 |
| 25 mei 2008 | David Cheruiyot        | Kenia               | 2:10.59,8 | Asmae Leghzaoui           | Marokko          | 2:28.43,9 |
| 27 mei 2007 | David Cheruiyot        | Kenia               | 2:10.35   | Lioudmila Kortchaguina    | Rusland          | 2:31.56   |
| 28 mei 2006 | Abderrahime Bouramdane | Kenia               | 2:12.17   | Lioudmila Kortchaguina    | Rusland          | 2:29.42   |
| 29 mei 2005 | David Cheruiyot        | Kenia               | 2:14.20   | Lidia Vassilevskaia       | Rusland          | 2:31.52   |
| 30 mei 2004 | Elly Rono              | Kenia               | 2:11.48   | Lioudmila Kortchaguina    | Rusland          | 2:30.53   |
| 11 mei 2003 | Joseph Ndiritu         | Kenia               | 2:15.30   | Sandy Jacobson            | Canada           | 2:33.52   |
| 12 mei 2002 | Joseph Ndiritu         | Kenia               | 2:14.04   | Lyudmila Korchaguina      | Rusland          | 2:33.14   |
| 13 mei 2001 | Joseph Ndiritu         | Kenia               | 2:15.51   | Danuta Bartosek           | Canada           | 2:37.59   |
| 14 mei 2000 | Bruce Deacon           | Canada              | 2:17.13   | Veronique van der Smissen | Canada           | 2:36.46   |
| 9 mei 1999  | Bruce Raymer           | Canada              | 2:22.25   | Veronique van der Smissen | Canada           | 2:39.57   |
| 10 mei 1998 | Malcolm Campbell       | Verenigd Koninkrijk | 2:31.16   | Leslie Carson             | Canada           | 2:49.06   |
| 11 mei 1997 | Nick Tsioros           | Canada              | 2:25.16   | Laura Ruptash             | Canada           | 3:01.46   |
| 12 mei 1996 | Jean Legarde           | Canada              | 2:26.02   | Kimberly Webb             | Canada           | 2:52.03   |
| 14 mei 1995 | Jean Legarde           | Canada              | 2:26.53   | Noeleen Wadden            | Canada           | 2:58.51   |
| 8 mei 1994  | Jean Legarde           | Canada              | 2:19.00   | France Levasseur          | Canada           | 2:50.52   |
| 9 mei 1993  | Jean Legarde           | Canada              | 2:23.14   | Noeleen Wadden            | Canada           | 2:52.31   |
| 10 mei 1992 | Michael Petrocci       | Verenigde Staten    | 2:20.03   | Betsy Kneale              | Verenigde Staten | 2:47.55   |
| 12 mei 1991 | Michael Petrocci       | Verenigde Staten    | 2:23.44   | Laura Konantz             | Canada           | 2:51.00   |
| 13 mei 1990 | Gordon Christie        | Canada              | 2:18.38   | France Levasseur          | Canada           | 2:49.33   |
| 14 mei 1989 | Gordon Christie        | Canada              | 2:14.33   | Lise Bouchard             | Canada           | 2:44.58   |
| 15 mei 1988 | Gordon Christie        | Canada              | 2:18.40   | Margarita Galicia         | Mexico           | 2:52.08   |
| 10 mei 1987 | Peter Maher            | Canada              | 2:12.58   | Dorothy Goertzen          | Canada           | 2:40.59   |
| 11 mei 1986 | Bruce Wainman          | Canada              | 2:18.24   | Joan Groothvysen          | Canada           | 2:54.25   |
| 12 mei 1985 | Ric Sayre              | Verenigde Staten    | 2:16.18   | Marian Teitsch            | Verenigde Staten | 2:47.56   |
| 13 mei 1984 | David Edge             | Canada              | 2:13.19   | Sylvie Ruegger            | Canada           | 2:30.37   |
| 15 mei 1983 | Mike Dyon              | Canada              | 2:21.37   | Celia McInnis             | Canada           | 2:54.13   |
| 16 mei 1982 | Greg Leroy             | Verenigde Staten    | 2:21.04   | Margo Elson               | Verenigde Staten | 2:50.50   |
| 10 mei 1981 | Mike Dyon              | Canada              | 2:16.07   | Kathryn Tanner            | Canada           | 2:48.54   |
| 11 mei 1980 | Patrick Montuoro       | Verenigde Staten    | 2:22.54   | Christine Lavalee         | Canada           | 2:42.50   |
| 13 mei 1979 | Jerome Drayton         | Canada              | 2:18.05   | Jacqueline Gareau         | Canada           | 2:47.58   |
| 14 mei 1978 | Brian Maxwell          | Canada              | 2:16.03   | Christine Lavalee         | Canada           | 2:47.37   |
| 1 mei 1977  | Mike Dyon              | Canada              | 2:18.05   | Joann McKinty-Heale       | Canada           | 3:11.02   |
| 2 mei 1976  | Wayne Yetman           | Canada              | 2:16.32   | Eleanor Thomas            | Canada           | 3:09.27   |
| 25 mei 1975 | Mehdi Jaouhar          | Canada              | 2:26.39   | Eleanor Thomas            | Canada           | 3:27.28   |